# Baryphas
Baryphas is een geslacht van spinnen uit de familie springspinnen (Salticidae).

## Soorten
De volgende soorten zijn bij het geslacht ingedeeld:
- Baryphas ahenus Simon, 1902
- Baryphas eupogon Simon, 1902
- Baryphas jullieni Simon, 1902
- Baryphas scintillans Berland & Millot, 1941
- Baryphas woodi (Peckham & Peckham, 1902)